# Ambleny
Ambleny es una comuna francesa, situada en el departamento de Aisne, de la región de Alta Francia.

## Demografía
| 861 | 889 | 844 | 960 | 1 119 | 1 112 | 1 147 | 1 153 |
| Para los censos de 1962 a 1999 la población legal corresponde a la población sin duplicidades (Fuente: INSEE [Consultar]) |     |     |     |       |       |       |       |